# Роже Лапебје
Роже Лапебје (фр. Roger Lapébie, 16. јануар 1911 — 12. октобар 1996) бивши је француски професионални бициклиста, у периоду од 1932. до 1939. године А након завршетка Другог светског рата, учествовао је на неколико трка 1947. године. Лапебје је освојио Тур де Франс 1937. године, што му је био највећи успех у каријери. Био је и национални шампион у друмској вожњи 1933. године.

## Каријера
Лапебје је почео професионалну каријеру 1932. године и већ прве сезоне је возио Тур де Франс, освојио је једну етапу и завршио је на 23 месту. Наредне године је освојио национално првенство а 1934. освојио је Критеријум антарнасјонал и треће место на Туру, уз пет етапних победа. 1935. освојио је трке Шест дана Париза и Париз — Сент Етјен, док се са Тура повукао на етапи 12.
Године 1937, Лапебје је остварио највећи успех у каријери, освојио је Тур де Франс. Његова победа била је контроверзна, јер је био први возач који је користио модерне мењаче, што му је давало предност над осталима, јер није морао да стане, макне точак и подеси како му одговара. А такође је узимао помоћ са стране, због чега је био кажњен одузимањем 90 секунди. Предност Лапебјеа над другима наљутила је Силвера Маса, који је освојио Тур претходне године и био лидер у том тренутку. Мас је напустио Тур након 16 етапе, у знак протеста што је Лапебје користио мењач. Лапебје је узео жуту мајицу и сачувао је до краја. Након тог Тура, мењачи су ушли у сталну употребу.
Лапебје се више није вратио на Тур, а 1939. је освојио етапу на Париз—Ници. Возио је и након рата 1947. године, али без значајних резултата.

### Цитирана библиографија
- Leblanc, Jean-Marie (2003). Tour De France, 1903-2003 : The Official Centennial. London: Orion Publishing Co. ISBN 9780297843580. Приступљено 27. 11. 2016.